# Depresión reactiva
La depresión reactiva o trastorno adaptativo con estado de ánimo deprimido es aquella que se produce como respuesta a un acontecimiento negativo de la vida del sujeto, no teniendo por qué brotar inmediatamente después del acontecimiento desencadenante, sino que puede aparecer hasta semanas o meses después de que éste se haya producido.

## Introducción
La depresión reactiva sería en este caso una respuesta desadaptativa del organismo frente a un estresor. Freud, en "Duelo y Melancolía", llegó a la conclusión de que la depresión es una reacción frecuente a la o incluso a la amenaza de pérdida, ya se trate de un objeto real o imaginario. En "Inhibición, Síntoma y Angustia" describió cómo la pérdida de objeto suele ir acompañada de un intenso deseo por él, además de emociones negativas (tristeza, rabia, etc.) y de la creencia de que ese deseo es irrealizable. Propuso que cuando las emociones y las creencias depresivas forman un círculo vicioso que se retroalimenta se entra en un estado depresivo. Así, de alguna manera planteaba que el estrés psicológico es un factor precipitante fundamental de la depresión, a través del accionamiento de un esquema mental en el que tanto las emociones como las creencias se reiteraban. 
Por otra parte, Lourdes Fañanás, profesora de la Universidad de Barcelona y Honorary Senior Lecturer en el Instituto de Psiquiatría de Londres, indicó que el riesgo de padecer un episodio depresivo grave a lo largo de la vida oscila entre el 5 y el 17% y es entre 2 y 3 veces más frecuente en las mujeres. Actualmente se puede afirmar que la mujer cuenta con mejores estrategias de adaptación, pero su tendencia a la depresión es tres veces mayor a la de los hombres.
Diversos estudios realizados en los últimos años señalan el estilo de vida como un factor desencadenante de esta patología. Así, cuando el sujeto lleva una vida estresante, con sobrecarga laboral y/o familiar, es más proclive a desarrollar un episodio depresivo. Un amplio número de publicaciones recientes han confirmado que el Estrés Leve Crónico (ELC) causa cambios de conducta en roedores análogos a los síntomas de la depresión. Por otro lado, existen momentos de la vida cotidiana en los que las personas son más proclives a padecer este tipo de depresión: aquellas experiencias que supongan una pérdida para el sujeto, como una ruptura amorosa, un cambio de domicilio, una pérdida del empleo o incluso la jubilación... Y según un informe de la Fundación Española de Psiquiatría y Salud Mental del año 2007, el 50% de los inmigrantes padecen algún tipo de patología mental, siendo la depresión reactiva una de las más comunes, producida por las experiencias de abandono, tristeza y desarraigo. 
En el estudio Lay beliefs about causes of depression (Creencias sobre las causas de la depresión), publicado en la edición de octubre de la revista “Acta Psychiatrica Scandinavica” los autores evaluaron las creencias de unas 900 personas en Suiza sobre las causas atribuibles al inicio y desarrollo del trastorno. Para más de un 50% de los encuestados, la mayor causa de depresión eran los conflictos en el ámbito social y familiar. El segundo lugar lo ocupaba el estrés laboral, en un 32,7%, y la tensión o el estrés sin especificar era la tercera causa generadora de depresión.

## El estilo atribucional de cada persona
Otra causa a tener en cuenta a la hora de estudiar este tipo de depresión es el estilo atribucional del sujeto; una persona que atribuye sus éxitos a causas externas no controlables y sin embargo, se culpabiliza de sus fracasos, atribuyéndolos a causas internas sobre las que tampoco ejerce un control es otro buen candidato a desarrollar una depresión. La no controlabilidad sobre los acontecimientos de la propia vida, sumen al ser humano en estados de indefensión aprendida, precursores de trastornos del estado de ánimo. 
De acuerdo con esta idea, Kobasa (1979) llegó a la conclusión de que frente a un mismo suceso traumático habría dos tipo de personas: las personas resistentes, con un gran sentido del compromiso —entendido como la tendencia de estos individuos a implicarse en todas las actividades de la vida, sintiendo que lo que se hace es parte de lo que se es—, una fuerte sensación de control —entendida como la convicción de que lo que se hace influye directamente en los acontecimientos— y una mayor apertura a los cambios vitales —es decir, ver las circunstancias de la vida, especialmente las adversas, no como amenazantes sino como incentivadoras del crecimiento personal—, tienden a interpretar las experiencias estresantes y dolorosas como una parte más de la existencia; por otro lado, existen las personas no resistentes, que muestran carencias en el sentido del compromiso, un locus de control externo y una tendencia a considerar el cambio como negativo y no deseado.

## Pronóstico
De entre todos los tipos de depresión, la llamada "reactiva", es la que tiene mejor pronóstico, ya que puede tratarse más fácilmente analizando junto al paciente esos acontecimientos que han precipitado el trastorno y su particular forma de entenderlos, para así poder corregir distorsiones cognitivas o estilos atribucionales insanos e inapropiados.